# 古賀力
古賀 力（こが つとむ、1934年3月29日 - 2018年5月26日）は、長崎県佐世保市出身のシャンソン歌手、作詞家、訳詞家。

## 来歴
青山学院大学卒業。独学でシャンソンを学ぶ。1958年、シャンソン喫茶「ジロー」でデビュー。銀巴里、日劇ミュージックホールに出演し人気シャンソン歌手となる。1968年、自身の店として赤坂に「ブン」をオープン、シャルル・アズナヴールやジルベール・ベコー、レオ・フェレ、ジュリエット・グレコなど錚々たる世界的スターが出演する人気店となる。2011年閉店。
シャンソン歌手としての活動と並行して訳詞家としても活躍、とくにジャン・フェラの「ふるさとの山」は日本人に分かりやすい表現で訳した名曲として多くの歌手にカバーされた。また、新谷のり子が1969年に発売した『フランシーヌの場合』で、曲の途中のフランス語のナレーションを担当しているのは古賀である。1972年には
ウォルト・ディズニー・カンパニー の長編アニメーション『おしゃれキャット』の主題歌（原曲はモーリス・シュヴァリエ）の訳歌を担当した。
2017年、日本シャンソン協会のプリスリーズ賞・特別功労賞を受賞。
2018年、虚血性心不全のため84歳で死去。

## ディスコグラフィー

### EP
- 『旅人』（ポリドール、1972年)
- 『ふるさとの山』（ポリドール、1976年)
- 『独身主義者のバラード』（ポリドール、1978年)
- 『僕の歌の中には 』（ポリドール、1981年)
- 『ひとり星の上に』（ポリドール、1983年)

### CD
- 『先生のオルガン』（EMIミュージック・ジャパン、1992年)
- 『旅の途中で』（ポリドール、2003年)
- 『風歌い』（ポリドール、2006年)
- 『遠い想い出』（ポリドール、2008年)
- 『独身主義者のバラード』（ポリドール、2011年)

### 映画
- 『おしゃれキャット』（ディズニーアニメ映画、1972年）　※主題歌、モーリス・シュヴァリエの日本版歌唱を担当。

## 書籍
- 『オーベルニュの人に捧げる歌―古賀力シャンソン名曲訳詞集』（はる書房、2003年)